# Yuri Buenaventura
Yuri Buenaventura (nom de naixement Yuri Bedoya, Buenaventura, Valle del Cauca, 1961) és un cantant colombià de salsa.
Fill d'un seminarista jesuïta, Manuel Bedoya, i una monja palmirana, Nery Giraldo, que van obtenir una dispensa papal per casar-se, el nom de Yuri és un homenatge a l'astronauta rus Iuri Gagarin i el pseudònim de Buenaventura prové del gran port sobre la costa pacífic de Colòmbia, lloc proper a les seves arrels africanes.
Va començar la seva carrera al metro de París als 18 anys, on va viure com a indigent durant 3 anys, i, l'any 1998 va gravar a Bogotà, Colòmbia, el seu primer àlbum, «Herencia Africana». Va entusiasmar a França amb la recuperació de la cançó: Ne me quitte pas de Jacques Brel. on va ser el primer cantant de salsa que va obtenir un Certificat de vendes discogràfiques.
El seu segon album amb el títol palíndrom «Yo Soy» es va estrenar a París, Cali i Puerto Rico. Publicat a la primavera del 1999, inclou un duet amb Faudel (Salsa-Raï), una participació del pianista Papo Lucca, unes versions d'Elton John, Mano Negra i Michel Legrand.
El 2001, va compondre la banda original de la pel·lícula «Mi mujer se llama Mauricio» de Jean-Marie Poiré amb Regeix Laspalès i Philippe Chevallier, així com Anemone, Martin Lamotte, Virginie Lemoine. En 2002, va participar amb el grup de rap cubà «Orishas» al títol 300 kg de rap. En 2003 va sortir el seu tercer album, Vagabundo, gravat a San Juan on es va envoltar dels músics porto-riquenys: Roberto Roena, líder de l'orquestra «Appolo Sound», membres d'El Gran Combo, amb el cantant Jerry Rivas als cors i Cheo Feliciano, una de les veus mítiques de Fania. Yuri Buenaventura és l'intèrpret de la canço principal de la sèrie colombiana del 2012 produïda per Caracol Televisión «Pablo Escobar, el Patrón del Mal». Segons Yuri, l'expressió Mi América té el significat de fer conèixer la història del seu poble i de fer sentir la paraula dels poetes (amb un homenatge a Pablo Neruda).
L'1 d'agost 2015, en un concert a França, al castell de Moguts, prop de Murvièlh (Erau), es va ferir al canell caient de l'escena, encara que va poder finalitzar l'espectacle.

## Discografia
- Herencia africana (Bogotà, 1996)[3]
- Yo Soy (2000)[6]
- Vagabundo (2003)[6]
- Lo Mejor de Yuri Buenaventura (compilació)[6]
- Salsa Dura (2005)[6]
- Cita Con La Luz (2009)[6]

### Altres
- Duerme Negrito, sobre la compilació «Mi canción de infancia».
- L'eau à la bouche, versió de Serge Gainsbourg a la compilació «Café de Flore - Rendez-vous à Saint-Germain-des-Prés».
- Participació en el títol de Marcel Kanche Une épitaphe.

- Dans l'eau de la claire fontaine, versió de la cançó de Georges Brassens a l'album homenatge Putain de toi (2006).
- La Ultima Bala genèric de la sèrie «Pablo Escobar, el Patrón del Mal» (2012), premiat l'any 2013 com la «millor música de sèrie de TV» al festival internacional de cinema de Cartagena (Colòmbia).

L'eau à la bouche, nueva versión de Serge Gainsbourg en la compilación "Café de Flore - Rendez-vous à Saint-Germain-des-Prés"
Participación a título de Marcel Kanche Une épitaphe.